# Claudio Cipelletti
Claudio Cipelletti (Milano, 31 gennaio 1962) è un regista italiano.

## Biografia
Con il documentario Due volte genitori, prodotto in collaborazione con AGedO e che affronta la tematica del rapporto tra genitorialità e omosessualità, presentato a numerosi festival e concorsi per documentari ha vinto il premio come miglior documentario al 23º Festival Mix di Milano nel 2009 e al festival internazionale Cinhomo di Valladolid nel 2010.
Lo stesso documentario è stato presentato il 23 giugno 2009 ai deputati e senatori del Parlamento Italiano.

## Filmografia

### Cortometraggi
- Rambo 113 (1989)
- Il mondo diviso (The split world) (1994)
- Epitaffio (1994)
- Nuragika, co-regia con Valerio Governi (1996)
- Altre storie (Love Affairs), co-regia con Valerio Governi (1997)

### Documentari
- Pumori '90 - 60' (1990)
- Tuttinpiazza (1997)
- Nessuno uguale – adolescenti e omosessualità (No Two Alike) (1998)
- 2 volte genitori (Parents Reborn) (2008)